# Стоун-Сіті (Айова)
Стоун-Сіті (англ. Stone City) — переписна місцевість (CDP) в США, в окрузі Джонс штату Айова. Населення — 186 осіб (2020).

## Географія
Стоун-Сіті розташований за координатами 42°6′20″ пн. ш. 91°21′1″ зх. д. / 42.10556° пн. ш. 91.35028° зх. д. (42.105427, -91.350196).  За даними Бюро перепису населення США в 2010 році переписна місцевість мала площу 4,67 км², з яких 4,52 км² — суходіл та 0,14 км² — водойми.

## Демографія
Згідно з переписом 2010 року, у переписній місцевості мешкали 192 особи в 83 домогосподарствах у складі 62 родин. Густота населення становила 41 особа/км².  Було 93 помешкання (20/км²).
Расовий склад населення:
| - 97,9 % — білих - 1,0 % — чорних або афроамериканців - 1,0 % — азіатів |

До двох чи більше рас належало 0,0 %. Частка іспаномовних становила 0,0 % від усіх жителів.
За віковим діапазоном населення розподілялося таким чином: 18,2 % — особи молодші 18 років, 64,6 % — особи у віці 18—64 років, 17,2 % — особи у віці 65 років та старші. Медіана віку мешканця становила 49,2 року. На 100 осіб жіночої статі у переписній місцевості припадало 115,7 чоловіків;  на 100 жінок у віці від 18 років та старших — 121,1 чоловіків також старших 18 років.
Середній дохід на одне домашнє господарство  становив 98 411 долар США (медіана — 81 786), а середній дохід на одну сім'ю — 98 411 долар (медіана — 81 786). Медіана доходів становила 65 446 доларів для чоловіків та 26 528 доларів для жінок. 
Цивільне працевлаштоване населення становило 163 особи. Основні галузі зайнятості: виробництво — 22,7 %, науковці, спеціалісти, менеджери — 22,1 %, фінанси, страхування та нерухомість — 17,8 %, сільське господарство, лісництво, риболовля — 16,6 %.